# Molophilus (Molophilus) cygnus
Molophilus (Molophilus) cygnus is een tweevleugelige uit de familie steltmuggen (Limoniidae). De soort komt voor in het Palearctisch gebied.